# ボタモン
ボタモンはバンダイのモンスター育成玩具『デジタルモンスター』に登場するスライム型幼年期デジモン。一頭身の手足がない体は黒い産毛に覆われている。目には瞳がみられず、黄色く光っている。
「デジタルモンスターVer.1」より登場していたが、それ以前に渡辺けんじによる週刊ヤングジャンプ連載の『半熟たまごっち』にて、「たまごっち」のキャラクターベビっちと後に「たまごっち オスっち・メスっち」に登場するくりっちとともに地球へ墜落してきたUFOに搭乗していた。漫画内ではばんぞー博士に拾われた後のくりっちとボタモンの行方に関しては語られていない。

## 各作品におけるボタモン
テレビアニメ『デジモンアドベンチャー』では八神太一のパートナーデジモンであるアグモンの幼年期として登場。ファイル島でデジタマから孵り、コロモンを経て八神太一と出会い、アグモンへ進化する。

## 能力
必殺技は「酸の泡」と「アワ」であるが、デジタマから孵ったばかりの幼年期デジモンであるため戦闘能力はなく、そのピンク色の無害な泡は威嚇にもならない。